# Ванцети Василев
Ванцети Димитров Василев е български инженер химик и писател, политически емигрант.

## Биография и творчество
Ванцети Василев е роден през 1945 г. в град Радомир. Племенник е на първия български йогин Михаил Владимиров. Преследван от органите за сигурност като син на репресиран концлагерист анархист от лагера на остров Белене. Именуван на анархиста от процеса Сако и Ванцети. До 1963 г. не е допускан до кандидат-студентски изпити, но въпреки това впоследствие завършва ВХТИ в София (1971). В последвалата година работи като инженер-технолог в завод „Кристал“ в Перник, а на следващата година е зачислен за докторант във ВХТИ, където защитава дисертация по технология на силикатите.
Работи като технолог в различни заводи на страната (базата на ВХТИ в село Жабляно и завод „Електрик“ в Радомир), а последните си 3 години преди бягството си от България построява свинеферма в с. Враня стена и отглежда свине.
През 1988 г. напуска нелегално България по време на един от съборите на българо-югославската граница, носейки със себе си ръкопис за концлагера „Белене“. Емигрира в Италия, работи като градинар в Кастел Гандолфо, втората година е преводач и управител на лагерите за руски емигранти евангелисти около римските градчета Торваяника, Латина, Априлия и др. В края на 1989 г. заминава за Ню Йорк. Там работи като нощен пазач, бояджия, строителен работник, дистрибутор на двигатели за камиони, таксиметров шофьор. През 1992 г. е назначен за химик в Департамент за природната среда (DEP) в Ню Йорк.
Автор е на книгите „Семената на страха“ (1991 г.), „Влаковете на Рим“ (2006 г., преведена на немски и представена на панаира на книгата във Франкфурт през 2009 г.) и „Разкази от нюйоркската библиотека“ (2011 г.). Член е на редакционна колегия на нюйоркското издателство „Cross Cultural Communication“ от 1991 г. „Cross Cultural Communications“ представя книгата му „Семената на страха“ в Ню Йорк през 1991 г. През 2013 излиза „Да опаковаш вятъра“ – книга за Кристо и съпругата му Жан-Клод.

## Произведения
- „Семената на страха“ (1991)
- „Влаковете на Рим“ (2006)
- „Разкази от нюйоркската библиотека“ (2011)
- „Да опаковаш вятъра“ (2013)